# 東尾久

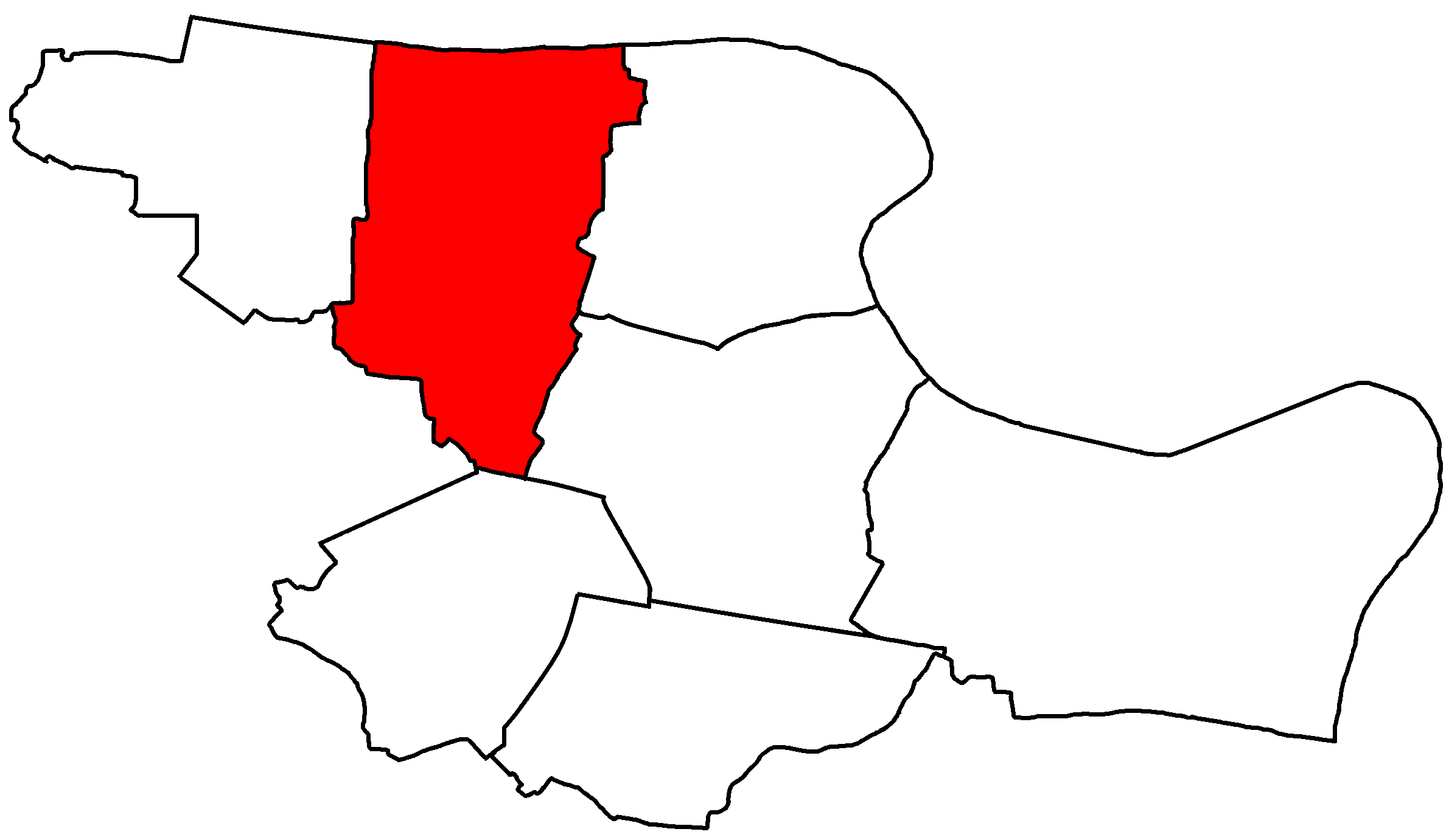
荒川区における東尾久の位置。

東尾久（ひがしおぐ）は、東京都荒川区の町名。現行行政地名は東尾久一丁目から東尾久八丁目。住居表示実施済み区域である。

## 地理
ひし形をした荒川区の北西部に位置し、西に隣接する西尾久と合わせて尾久と総称される。地区の北を隅田川を挟んで足立区と、東を町屋および荒川と、南を西日暮里および北区田端新町と、西を西尾久と接する。
町工場、商店街、住宅が混在する密集地域であり、下町の雰囲気が色濃く残っている。東京都内では唯一残された都電の荒川線が走っており、さらに日暮里・舎人ライナーも開業している。

### 地価
住宅地の地価は、2025年（令和7年）1月1日の公示地価によれば、東尾久4-27-19の地点で53万5000円/m2、東尾久6-8-1の地点で78万7000円/m2となっている。

## 世帯数と人口
2025年（令和7年）3月1日現在（荒川区発表）の世帯数と人口は以下の通りである。
| 丁目         | 世帯数     | 人口     |
| ------------ | ---------- | -------- |
| 東尾久一丁目 | 2,404世帯  | 4,412人  |
| 東尾久二丁目 | 2,480世帯  | 4,409人  |
| 東尾久三丁目 | 2,053世帯  | 3,690人  |
| 東尾久四丁目 | 2,702世帯  | 4,468人  |
| 東尾久五丁目 | 1,760世帯  | 3,227人  |
| 東尾久六丁目 | 2,589世帯  | 4,650人  |
| 東尾久七丁目 | 55世帯     | 55人     |
| 東尾久八丁目 | 1,953世帯  | 3,516人  |
| 計           | 15,996世帯 | 28,427人 |

### 人口の変遷
国勢調査による人口の推移。
| 年                 | 人口   |
| ------------------ | ------ |
| 1995年（平成7年）  | 26,271 |
| 2000年（平成12年） | 25,477 |
| 2005年（平成17年） | 25,703 |
| 2010年（平成22年） | 26,294 |
| 2015年（平成27年） | 26,897 |
| 2020年（令和2年）  | 28,135 |

### 世帯数の変遷
国勢調査による世帯数の推移。
| 年                 | 世帯数 |
| ------------------ | ------ |
| 1995年（平成7年）  | 10,388 |
| 2000年（平成12年） | 10,884 |
| 2005年（平成17年） | 11,560 |
| 2010年（平成22年） | 12,558 |
| 2015年（平成27年） | 13,194 |
| 2020年（令和2年）  | 14,565 |

## 学区
区立小・中学校に通う場合、学区は以下の通りとなる（2014年時点）。
| 丁目         | 番地                                           | 小学校                 | 中学校                 |
| ------------ | ---------------------------------------------- | ---------------------- | ---------------------- |
| 東尾久一丁目 | 全域                                           | 荒川区立赤土小学校     | 荒川区立第九中学校     |
| 東尾久二丁目 | 全域                                           | 荒川区立赤土小学校     | 荒川区立第九中学校     |
| 東尾久三丁目 | 1〜16番 24〜26番                               | 荒川区立赤土小学校     | 荒川区立第九中学校     |
| 東尾久三丁目 | その他                                         | 荒川区立尾久小学校     | 荒川区立尾久八幡中学校 |
| 東尾久四丁目 | 1〜8番 9番1〜5号 9番14〜15号 10〜12番 18〜25番 | 荒川区立赤土小学校     | 荒川区立第九中学校     |
| 東尾久四丁目 | 50番                                           | 荒川区立尾久宮前小学校 | 荒川区立尾久八幡中学校 |
| 東尾久四丁目 | その他                                         | 荒川区立尾久宮前小学校 | 荒川区立第九中学校     |
| 東尾久五丁目 | 27〜29番                                       | 荒川区立尾久宮前小学校 | 荒川区立第九中学校     |
| 東尾久五丁目 | 30〜31番 43〜46番                              | 荒川区立尾久宮前小学校 | 荒川区立尾久八幡中学校 |
| 東尾久五丁目 | その他                                         | 荒川区立尾久小学校     | 荒川区立尾久八幡中学校 |
| 東尾久六丁目 | 49〜52番                                       | 荒川区立尾久小学校     | 荒川区立尾久八幡中学校 |
| 東尾久六丁目 | その他                                         | 荒川区立大門小学校     | 荒川区立原中学校       |
| 東尾久七丁目 | 全域                                           | 荒川区立大門小学校     | 荒川区立原中学校       |
| 東尾久八丁目 | 全域                                           | 荒川区立尾久小学校     | 荒川区立尾久八幡中学校 |

## 事業所
2021年（令和3年）現在の経済センサス調査による事業所数と従業員数は以下の通りである。
| 丁目         | 事業所数  | 従業員数 |
| ------------ | --------- | -------- |
| 東尾久一丁目 | 155事業所 | 1,144人  |
| 東尾久二丁目 | 140事業所 | 747人    |
| 東尾久三丁目 | 113事業所 | 531人    |
| 東尾久四丁目 | 184事業所 | 1,030人  |
| 東尾久五丁目 | 161事業所 | 1,024人  |
| 東尾久六丁目 | 130事業所 | 876人    |
| 東尾久七丁目 | 9事業所   | 1,226人  |
| 東尾久八丁目 | 88事業所  | 1,079人  |
| 計           | 980事業所 | 7,657人  |

### 事業者数の変遷
経済センサスによる事業所数の推移。
| 年                 | 事業者数 |
| ------------------ | -------- |
| 2016年（平成28年） | 1,079    |
| 2021年（令和3年）  | 980      |

### 従業員数の変遷
経済センサスによる従業員数の推移。
| 年                 | 従業員数 |
| ------------------ | -------- |
| 2016年（平成28年） | 7,007    |
| 2021年（令和3年）  | 7,657    |

## 交通

### 鉄道交通
東京都交通局
- 都電荒川線：東尾久三丁目停留場、熊野前停留場、宮ノ前停留場（所在地は西尾久）
- 日暮里・舎人ライナー：赤土小学校前駅、熊野前駅

### 道路・橋梁
道路
- 東京都道58号台東川口線（尾久橋通り）
- 東京都道459号尾久町屋線

橋梁
- 尾久橋

## 施設
行政
- 尾久消防署
- 荒川年金事務所
- 東尾久浄化センター

公園
- 尾久の原公園 - 1918年から1979年まで、食塩電解事業などを行っていた旭電化工業（現 ADEKA）尾久工場跡地[15]東側に、1993年に開園した。西側は東京都立大学荒川キャンパス。同社は2006年より、工場跡地北西隅に本社を置いている。

## 教育機関
- 荒川区立赤土小学校
- 荒川区立尾久小学校
- 荒川区立第九中学校
- 北豊島中学校・高等学校
- 東京都立大学 荒川キャンパス

## その他

### 日本郵便
- 郵便番号 : 116-0012[3]（集配局 : 荒川郵便局[16]）。